# زبان لینگالایی
زبان لینگالا، زبانی از خانواده زبان‌های بانتو است که در بخشی از قسمت شمال غربی کشور جمهوری دموکراتیک کنگو و بخش گسترده‌ای از کشور جمهوری کنگو، به مانند درصدی از جمعیت کشورهای آنگولا و جمهوری آفریقای مرکزی به آن سخن گفته‌می‌شود. در کل حدود ۱۰ میلیون نفر به زبان لینگالایی سخن می‌گویند.